# Nico Leonard Willem van Straten

Nico Leonard Willem van Straten foi um Comandante das forças ocupantes holandesas que ocuparam o território português subordinado a Macau de Timor-Leste entre 17 de Dezembro de 1941 e 1942, e governando simultaneamente com William Watt Leggatt que foi o Comandante das forças ocupantes australianas.
Foi-lhe seguido cargo Sadashichi Doi, Comandante das forças de ocupação japonesas.